# آختلس‌باخ
اکتلس‌باچ (به آلمانی: Achtelsbach) یک شهر در آلمان است.

## خصوصیات
اکتلس‌باچ ۹٫۷۰ کیلومترمربع مساحت دارد ۴۰۳ متر بالاتر از سطح دریا واقع شده‌است.